# UFC 47
UFC 47: It's On（ユーエフシー・フォーティセブン：イッツ・オン）は、アメリカ合衆国の総合格闘技団体「UFC」の大会の一つ。2004年4月2日、ネバダ州ラスベガスのマンダレイ・ベイ・イベント・センターで開催された。

## 大会概要
メインイベントでは、チャック・リデルとティト・オーティズが対戦した。この試合は、オーティズが、友人であり元トレーニングパートナーとして、リデルは決して戦わない協定を結んだと主張し、リデルはそのような協定はなく、いつでも誰とでも戦うと主張し、オルティスが戦いを回避していると非難していた因縁の試合であったが、リデルがオーティズにKOで勝利した。
ティム・シルビアが薬物検査をクリアすることができず、アンドレイ・アルロフスキーとのUFC世界ヘビー級王座決定戦が延期となった。

## 試合結果

### プレリミナリィカード
第1試合 ライト級 5分3R
○  須藤元気 vs.  マイク・トーマス・ブラウン ×
1R 3:31 腕ひしぎ三角固め
第2試合 ヘビー級 5分3R
○  ジョナサン・ウィゾレック vs.  ウェイド・シップ ×
1R 4:40 TKO（レフェリーストップ：パウンド）
第3試合 ヘビー級 5分3R
○  マイク・カイル vs.  ウェス・シムズ ×
1R 4:59 KO（右ストレート）

### メインカード
第4試合 ウェルター級 5分3R
○  ニック・ディアス vs.  ロビー・ローラー ×
2R 1:31 KO（右フック）
第5試合 ヘビー級 5分3R
○  アンドレイ・アルロフスキー vs.  ウェズリー・コレイラ ×
2R 1:15 TKO（レフェリーストップ：スタンドパンチ連打）
第6試合 ライト級 5分3R
○  イーブス・エドワーズ vs.  エルメス・フランカ ×
3R終了 判定2-1（29-28、28-29、29-28）
第7試合 ウェルター級 5分3R
○  クリス・ライトル vs.  ティキ・ゴーセン ×
2R 1:55 ヘッドロック
第8試合 ライトヘビー級 5分3R
○  チャック・リデル vs.  ティト・オーティズ ×
2R 0:38 KO（スタンドパンチ連打）